# Wells (Nueva York)
Wells es un pueblo ubicado en el condado de Hamilton en el estado estadounidense de Nueva York. En el año 2000 tenía una población de 737 habitantes y una densidad poblacional de 1.6 personas por km².

## Geografía
Wells se encuentra ubicado en las coordenadas 43°25′59″N 74°17′24″O / 43.43306, -74.29000.

## Demografía
Según la Oficina del Censo en 2000 los ingresos medios por hogar en la localidad eran de $29,107, y los ingresos medios por familia eran $37,500. Los hombres tenían unos ingresos medios de $34,821 frente a los $24,250 para las mujeres. La renta per cápita para la localidad era de $16,174. Alrededor del 15.7% de la población estaban por debajo del umbral de pobreza.